# Inga laurifolia
Inga laurifolia är en ärtväxtart som beskrevs av George Bentham. Inga laurifolia ingår i släktet Inga och familjen ärtväxter. Inga underarter finns listade i Catalogue of Life.